# Michel Vivoux
Michel Vivoux, né en 1952 à Meknès (Maroc), est un auteur-compositeur-interprète et fantaisiste français assez connu dans le grand Sud-Ouest de la France, en particulier dans les zones rurales.

## Discographie & DVD
- Charette de Fumier-(1978)
- Le Rateau de la Vénus-(1979)
- Les Chats maigres-(1980)
- Les Pets de la Dame au clebs-(1982)
- No Biture-(1986)
- Ca sent le Beaujolais nouveau-(1986)
- Retour aux sourds, ceux... (1991)
- J'arrête de m'aigrir-(1996)*
- Un siècle de Michel Vivoux-(janvier 2003)
- Vivoux Live!Chimel Vimoux en Buplic !( Septembre 2022 )

Michel Vivoux guitariste d'Anne Vanderlove :
- Femme de légende (novembre 2003)
- Michel Vivoux interprète Charles Baudelaire, avec divers artistes (2003)
- Michel Vivoux interprète Paul Verlaine, avec divers artistes (2003)
- Michel Vivoux interprète Alfred de Musset, avec divers artistes (novembre 2004)
- Michel Vivoux interprète Max Jacob, avec divers artistes (mai 2005)
- Michel Vivoux ZE' DVD, dvd concert + Interview + Bêtisier
- De sa fenêtre (guitariste et arrangeur sur le cd de Cathy Fernandez)
- Pause Brassens (avec Cathy Fernandez )-2013
- Pause Chanson (avec Cathy Fernandez)-2014
- Louki,d'Humour et d'Amour "(avec Cathy Fernandez )-(Avril 2015)